# Bloody Heart
Bloody Heart (hangul: 붉은 단심; rr: Bulg-eun Dansim; lit. Coração Vermelho, Coração Sangrento (título em Portugal) ou Coração Inimigo (título no Brasil)) é uma série de televisão sul-coreana de 2022 estrelada por Lee Joon, Kang Han-na, Jang Hyuk, Park Ji-yeon, Heo Sung-tae e Choi Ri. Foi ao ar de 2 de maio a 21 de junho de 2022 nas segundas e terças da KBS2 às 21:30 (KST) por 16 episódios. Também está disponível para streaming no Disney+ em regiões selecionadas.

## Sinopse
Bloody Heart é um drama histórico fictício sobre o rei Seonjong, que ascende ao trono devido a uma rebelião, e Lee Tae, que se torna o rei depois dele.
Segue a história de Lee Tae - um rei que tem que abandonar a mulher que ama para sobreviver, Yoo Jeong - uma mulher que tem que se tornar a rainha para sobreviver, e Park Gye-won - o primeiro vice-premier e o verdadeiro chefe do poder em Joseon.

## Elenco

### Principal
- Lee Joon como Lee Tae[11]
  - Park Ji-bin como jovem Lee Tae[12]

Ele se torna o Rei de Joseon depois do Rei Seonjong. Ele sonha com a monarquia absoluta e se tornar um governante poderoso, ao contrário de seu pai. Ele acredita que qualquer ação é justificável para atingir seu objetivo.
- Kang Han-na como Yoo Jeong[11]
  - Shin Eun-soo como young Yoo Jeong[13]

Uma mulher de espírito livre por quem Lee Tae se apaixona. Lee Tae a escolhe como sua princesa e ela se envolve na batalha pelo poder, o que leva a uma crise em sua família.
- Jang Hyuk como Park Gye-won[11][a]

O primeiro vice-premier que é um símbolo vivo de poder e uma figura a que todos obedecem. Ele é um "fabricante de reis" que está determinado a criar um rei sábio e benevolente, a fim de não abalar as fundações de Joseon por um tirano nunca mais.
- Park Ji-yeon como Choi Ga-yeon[15]

A rainha consorte do rei Seonjong, cujo primeiro amor é Park Gye-won.
- Heo Sung-tae como Jo Won-pyo[16]

Ministro da Guerra cujas ambições são bloqueadas por Park Gye-won.
- Choi Ri como Jo Yeon-hee[17]

A filha de Jo Won-pyo que é imatura e arrogante.

### Coadjuvante

#### Pessoas ao redor de Lee Tae
- Ha Do-kwon como Jung Eui-kyun[18]
- Ahn Nae-sang como Rei Seonjong[19]
- Woo Mi-hwa como Rainha Inyeong[19]

#### Pessoas ao redor de Yoo Jeong
- Yoon Seo-ah como Ddong-geum[20]
- Park Sung-yeon como Dama da Corte Choi[21]
- Ryu Seung-soo como Im Jin-sa[22]
- Jo Hee-bong como Ma Seo-bang[23]
- Kim Sun-hwa como esposa de Ma Seo-bang

#### Pessoas ao redor de Park Gye-won
- Lee Tae-ri como Park Nam-sang[24]
- Seo Yoo-jung como Madame Yoon[25]
- Jung Young-sub como Park Song-baek

#### Outros
- Kang Shin-il como Kim Chi-won[23]
- Cha Soon-bae como Heo Sang-seon[26]
- Jo Young-hoon como Jo Sa-hyung[27]
- Park Ji-a como Court Lady Han[28]
- Lee Sun-hee como Dama da Corte Kim
- Lee Seung-hoon como Noh Kyung-moon
- Oh Seung-hoon como Hye Kang[29]
- Kang Yeo-jung como Eum Jeon

### Estendido
- Lee Chang-jik como Ministro do Interior[30]
- Seo Hye-won como Hyang-yi[31]

### Aparição especial
- Hahm Eun-jung como Yoon Jung-jeon[32]

## Produção
Locais de filmagem da série incluem Yeongwol County, e Yeolhwajeong Pavilion—localizado em Ganggol Village, Deungnyang-myeon, Boseong County.
Em 3 de fevereiro de 2022, foi anunciado que as filmagens foram canceladas naquele dia depois que um membro da equipe e um ator não identificado deram positivo para COVID-19. Todos os membros da equipe de produção foram posteriormente submetidos ao teste de PCR. Um dia depois, foi revelado que Park Ji-yeon e Yoon Seo-ah testaram positivo para COVID-19.
Em 11 de fevereiro de 2022, foi confirmado que o ator Heo Sung-tae também testou positivo para COVID-19, forçando as filmagens a serem canceladas naquele dia. Mais tarde, em 16 de fevereiro, Heo se recuperou totalmente do contágio e retomou seus horários de filmagem.
Em 11 de março de 2022, a agência de Ha Do-kwon anunciou que o ator testou positivo para COVID-19 na tarde do dia 10, e todos os seus horários de filmagem foram cancelados.